# Удельные крестьяне
Удельные крестьяне — категория феодально-зависимого сельского населения Российской империи конца XVIII — середины XIX века, образованная в 1797 году из дворцовых крестьян, на основании «Учреждения об Императорской фамилии». К удельным крестьянам относились крестьяне, проживавшие на удельных землях императорской семьи и приписанные на ее содержание. Как отмечает профессор Н.В. Дунаева, согласно "Своду удельных постановлений" удельные крестьяне были  формально отнесены к "свободным сельским обывателям" (Н. В. Дунаева "Удельные крестьяне как субъекты права", глава 4, раздел 4.1). 

## История удельного крестьянства
Число крестьян, обращённых в удельные, достигало (по 5-й переписи) 467 тысяч душ мужского пола, находившихся в 35 губерниях. Больше всего их было в Костромской губернии (53 тысячи ревизских душ), Смоленской (51 тысяча душ), Вятской (40 тысяч), Владимирской, Нижегородской, Вологодской, Симбирской, Орловской и Тамбовской (23—24 тысячи душ в каждой). 370 тыс. душ находились на землях единственного владения уделов, в количестве 1606 тысяч десятин одной только удобной земли, что составляло в среднем 4,4 десятины на душу. По отдельным губерниям средний надел (то есть площадь удобной земли, пользование которою для крестьян было свободно) колебался от 0,2 десятины (228 душ в Тульской губернии) до 28 десятин (12,6 тысячи душ в Саратовской губернии) на душу. «Учреждение об Императорской фамилии» предполагало довести наделы крестьян до 9 десятин пашни и соответствующего количества прочих угодий на каждого взрослого мужчину, путём покупки недостающего количества у частных владельцев и казны. Привести это предположение в исполнение оказалось, однако, невозможным: приобретение земли у частных владельцев могло быть только случайным, а казённые земли Сенат соглашался отводить уделам, за установленную плату, лишь в многоземельных окраинных губерниях.
В 1808 году за удельными крестьянами было признано право дополнения наделов из казённых земель; но учреждения, ведавшие эти земли, неохотно отдавали их (и то лишь в многоземельных губерниях) уделам. Когда в середине 1830-х годов удельные имения в 18 малоземельных губерниях поступили в казну, в обмен на обширные (с населением выше 200 тысяч душ) площади государственных земель в Симбирской и образованной позднее Самарской губернии, удельное ведомство потеряло право требовать отвода казённых земель для подведомственных ему крестьян. Государственные земли, отводившиеся удельным крестьянам по требованию уделов, не всегда поступали полностью в распоряжение соответствующих селений: удельная администрация пользовалась этими землями для наделения и других крестьян своего ведомства. Меры, принимавшиеся против малоземелья удельных крестьян, в некоторых губерниях оказались достаточными лишь для того, чтобы парализовать естественную тенденцию уменьшения единичных участков вследствие размножения населения; в других губерниях они не имели и этого результата; возрастание участков крестьян к моменту увольнения их в свободное состояние наблюдалось лишь в Тверской губернии (где состоялись крупные приобретения уделами частновладельческих земель) и, по-видимому, в северных губерниях, где участки крестьян увеличивались явными и тайными расчистками удельных лесов.
При обращении дворцовых крестьян в удельных, в центральных, гуще населённых губерниях уже прочно, по-видимому, утвердился обычай периодического (при ревизиях) передела земель в границах владений отдельных селений; на севере и на окраинах, где ещё не чувствовалось острой нехватки земли, распространён был обычай наследственного пользования участками. Обращение наследственного пользования землёй в уравнительное в подобных местностях происходило в разное время по распоряжению удельного управления. В Вологодской губернии процесс этот начался в момент образования уделов, в Архангельской губернии — после 6-й ревизии (в 1812 году), в Пермской губернии — в 1830-х годах, в Уфимской и Оренбургской — в 1850-е годы. После 6-й ревизии и в остальных удельных имениях, под влиянием указа департамента уделов 29 февраля 1812 года, изданного по представлениям двух управляющих удельными конторами — подвинутых к этому шагу, по-видимому, ходатайствами малоземельных селений — началось введение переделов земли между селениями, причём единицей, в границах которой происходило уравнение, была межевая дача, а иногда и административное деление — приказ. Идея дополнения участков малоземельных селений на счет многоземельных не была чужда аграрному законодательству Российской империи, но по отношению к казённым крестьянам отрезка земли от селений допускалась лишь в случае, если селение имело землю свыше узаконенной пропорции; в удельном ведомстве для уравнения селений между собой не было поставлено таких ограничений. Уравнение земель между селениями (по душам 6-й и 7-й ревизий) происходило в тех случаях, когда этого требовали малоземельные селения. Требования эти должны были значительно сократиться после того, как с ведением поземельного сбора участки крестьян были ограничены определёнными нормами и за каждую лишнюю десятину назначена особая в пользу уделов плата. При таких условиях оказалось выгодным дополнять недостаток земли арендой её на стороне.
Дворцовые крестьяне перешли в заведование уделов с оброком в 3 рубля ассигнациями с ревизской души. В год этого перехода оброки удельных и казённых крестьян были повышены, и вместо однообразного для всех платежа введены были оклады от 3,5 до 5 рублей с души, смотря по классу губерний. Последующие увеличения оброков удельных крестьян происходили отдельно от казённых. Увеличение в 1810 году было сделано после совещания об этом управляющих удельными имениями с крестьянами на мирских сходках, причём управляющие убеждали крестьян согласиться на прибавку. Большая часть крестьян вняла этому убеждению, но некоторые села, приказы и губернии (Московская, Владимирская) отказались дать на то согласие. Оброки были повышены, однако, и для этих местностей. В 1811 году оброки были повышены ещё на 1 рубль, а в 1823 году — на 1—2 рубля с души. Оброки удельных крестьян в 1811 году были ниже казённых (разница составляла от 50 копеек до 1,5 рублей с души); в 1824 году разница эта уменьшилась, а в 1842 году оброки удельных крестьян, не переведённых на поземельный сбор, были уравнены с окладами крестьян государственных.
В 1830-х годах в удельных имениях взамен подушного оброка начал вводиться поземельный сбор с крестьян, предусмотренный ещё «Учреждением об Императорской фамилии»; но так как при этом не было организовано специальных учреждений для оценки крестьянских земель и вместе с тем принято было за основание, чтобы существующие платежи не были понижены, то преобразование сводилось, в сущности, к повышению получаемых уделом от крестьян доходов (путём назначения управляющими удельными имениями, которым поручено было это дело, произвольных урожаев и цены хлебов) и к ограничению крестьянских участков. В каждой местности назначалась площадь нормального, коренного тяглового (на 2 ревизские души) участка, соответствовавшего, будто бы, валовому доходу в 75 рублей ассигнациями, из которого 30 рублей поступало в пользу удела (соответственно оброку в 10 рублей с души) и казны. Излишняя против этого земля (под именем запасной) должна была поступить в число оброчных статей; крестьянам предлагалось, однако, взять её в пользование за плату, исчисляемую по правилам поземельного сбора, и так как в большинстве случаев крестьяне не понимали производившихся с ними расчетов и полагали, что вводимое преобразование есть только возвышение оброков, то излишняя земля обыкновенно оставалась в пользовании тех же селений за особую плату; поэтому введение «поземельного» сбора в многоземельных губерниях сопровождалось увеличением крестьянских платежей на 50—100 % и более. Сохранение поземельного сбора, при неподвижности крестьянского хозяйства, грозило уменьшением удельного дохода сравнительно с тем, что получалось бы при подушном окладе, дававшем приращение после каждой ревизии. Во избежание этого после 9-й и 10-й ревизий платежи удельных крестьян были просто увеличены по расчету подушного оклада за прибылые души.
В конце 1850-х годов оценка земли удельных крестьян производилась, одновременно с оценкой земли крестьян государственных, опытным персоналом межевых чинов Министерства государственных имуществ, и хотя по новым правилам поземельного сбора оброк крестьян исчислялся в размере 1/3 части чистого дохода земли, но платежи удельных крестьян вследствие этого преобразования возвысились в таком размере, что было признано уместным производить возвышение оброка постепенно в течение нескольких лет. Распространению этого преобразования на всех удельных крестьян помешала освободительная реформа. Введение поземельного сбора было одним из пунктов программы преобразования управления удельными имениями, приводившейся в исполнение с конца 1820-х годов, преимущественно по инициативе вице-президента департамента, а впоследствии министра уделов, Л. А. Перовского. Преобразования эти имели в виду интересы уделов, как владельца (поземельный сбор), интересы крестьян, как производителей, и общее благоустройство удельных имений. В конце 1820-х годов — взамен дававшего неудовлетворительные результаты подушного с крестьян сбора на составление продовольственных запасов — введена была общественная запашка с обязательной обработкой её крестьянами. Для возвышения сбора с запашки было постановлено отделять в пользу лиц, надзирающих за нею, 4/5 сбора, превышавшего назначенную норму урожая, a 1/5 излишка обращалась в крестьянские капиталы, расходовавшиеся на полезные для крестьян предприятия. Контингент лиц, получавших вознаграждение из сумм общественной запашки, постепенно расширялся и утратил всякую связь с надзором за запашками; когда последние в 1861 году были упразднены и земля из-под них, в количестве 100 тыс. десятин, зачислена в оброчные статьи, доход от неё употреблялся всё-таки на награды удельным чиновникам. За время существования общественной запашки от продажи излишка хлеба (за наполнением запасных магазинов) выручено на сумму до 14 млн рублей серебром. Из них 1,3 млн р. отчислено в доход уделов, 6 млн р. — на награды удельным агентам, 5 млн р. — на уплату земских повинностей за крестьян, состоявших на поземельном сборе (повинности эти должны были уплачиваться из поземельного сбора); остальная сумма вошла в состав хлебного капитала, расходовавшегося на полезные для крестьян предприятия. Общественная запашка играла также роль опытного поля для испытания различных приемов культуры, которые предполагалось вводить в крестьян. хозяйство.
С тою же целью воздействия на технику крестьянского земледелия в 1830-х годах близ Петербурга было основано Земледельческое училище, воспитанники которого (из удельных крестьян) поселялись в деревнях и должны были заводить на отводимых им участках образцовое хозяйство. За немногими исключениями, однако, они сами переходили к приемам культуры окружавших их крестьян. Департамент уделов и другими средствами пытался распространить среди крестьян улучшенные породы скота и семян хлебов, посевы картофеля и других новых растений, садовую и огородную культуры, лучшие орудия, удобрения полей и так далее. Средства эти заключались в издании циркуляров и наставлений, в опытах на полях общественных запашек образцовых усадеб, в наградах за применение нововведений и тому подобном. Распоряжения о культуре картофеля (в 1840-х годах) были обязательны для крестьян и имели следствием введение этого растения и в тех местностях, где оно ещё не было известно. Приносили пользу и меры для введения в крестьянское хозяйство улучшенных семян некоторых злаков (преимущественно путём ссуд для посева в неурожайные годы из запасных магазинов), а также раздача крестьянам экземпляров улучшенных пород скота. Большая часть мероприятий удельной администрации не имела успеха, между прочим, потому, что они носили слишком общий характер и не были приспособлены к особенностям отдельных районов, а руководителями начинаний на местах были удельные чиновники, не обладавшие надлежащими знаниями. Неудачными оказались и меры для усовершенствования крестьянских ремесел и для введения их там, «где крестьяне имеют в них нужду». В 1840-е годы учреждены были ремесленные училища, воспитанники которых, по окончании курса, должны были заниматься в своих селениях ремеслами. Каждый воспитанник обучался нескольким ремеслам, но не научался хорошо ни одному из них и скоро оставлял плохо его обеспечивавшее занятие. Материальные средства для описанных нововведений заимствовались из хлебного капитала; из него же были взяты суммы и для устраивавшихся, начиная с 1830-х годов, крестьянских кредитных учреждений. Число таких сельских банков возросло к 1860-м годам до 130; суммы, числившиеся в займах, составляли в это же время около 700—800 тысяч рублей, вклады в банки — около 200—300 тысяч рублей. Банки эти, по-видимому, приносили очень незначительную пользу; взятая раз ссуда редко возвращалась назад.

## Административное и юридическое состояние
Начиная с конца 1820-х годов принимались систематические меры для распространения начального образования среди удельных крестьян. Меры эти заключались в учреждении удельных училищ и поощрении частной преподавательской деятельности. Крестьяне неохотно отдавали детей в школы; поэтому ученики набирались сельскими властями. За недостатком подготовленных учителей, преподавание в школах поставлено было весьма неудовлетворительно и ребёнку приходилось учиться очень долго (до 8 лет). Ко времени увольнения удельных крестьян в свободное состояние в удельных имениях насчитывалось 376 приказных училищ и 1885 частных; в первых — училось 11 400 мальчиков, во вторых — 16 800 мальчиков и 9560 девочек. Расход на школьное дело составлял тогда 853 тысячи рублей; покрывался он мирскими сборами (удельные крестьяне на местах подчинены были удельным экспедициям), а с 1808 года — управляющим удельными конторами (более мелкими, сравнительно, территориальными единицами). Этим учреждениям, впрочем, не предоставлялось непосредственного вмешательства в крестьянскую жизнь; они имели только право контроля над действиями органов низшего крестьянского управления. Последнее первоначально построено было всецело на выборном принципе, подвергшемся затем значительным ограничениям. На мирских сходках села и приказа (административная единица, наподобие волости), составленных из представителей от каждого двора, избирались сельские выборные и десятские и должностные лица приказного управления: голова (для общего наблюдения за подведомственным ему районом), казённый староста (для сбора повинностей), приказный староста (для наблюдения за порядком и для разбора мелких тяжб между крестьянами) и писарь. Приказные сходы скоро стали составляться только из доверенных от селений; затем от участия в сельских и приказных сходах устранены были недоимщики. По «Положению департаментских уделов» (1808) подверглись ограничениям и права приказных сходов: баллотировке на должность стали подвергаться кандидаты, назначаемые управляющим конторы; получившие большинство голосов кандидаты в старосты утверждались управляющим, а голова назначался департаментом уделов из числа баллотировавшихся кандидатов. Голова стал избираться бессрочно (с целью сохранения на этой должности способных людей); введена новая должность (сперва сельская, а затем приказная) добросовестных, для разбора мелких тяжб между крестьянами. Так как все приказное делопроизводство велось письменно, а среди удельных крестьян было очень мало грамотных, то назначение писарей изъято было из компетенции сходов и передано управляющим конторами. Этими преобразованиями голова и писарь поставлены были в независимое от крестьян положение; писарь даже числился в штате департамента (и многие писаря набирались из бывших чиновников). На этой почве развились злоупотребления приказных властей, преимущественно в целях наживы на счет мирских сумм и вымогательств с отдельных крестьян. Департамент уделов тщетно боролся с ними, подвергая виновных строгим наказаниям.
В юридическом отношении удельные крестьяне занимали среднее положение между государственными и помещичьими. Хотя удельное имение, по закону, «состояло на праве помещичьем», но развитие чрезмерной регламентации крестьянского быта исключалось тем, что крестьяне не состояли на барщине и хозяйственные условия не требовали, поэтому, близкого надзора администрации за крестьянами. Удельное ведомство считало себя собственником крестьянской земли, но распределение последней между домохозяевами лежало не на администрации, а на сельских обществах. Крестьянин не имел права сдавать в наем доставшийся ему участок. Крестьянин мог приобретать недвижимость в городах, а также землю (с согласия департамента уделов); но продавать купленную землю, равно как и сельские строения, можно было только удельным же крестьянам. Отлучки с места жительства без разрешения начальства воспрещались. Выход в мещанство и купечество дозволялся лицам мужского пола при уплате выходных денег за всех членов семьи. Женщинам дозволялось выходить в другие сословия ещё путём замужества, с уплатою выходных денег или при обязательстве учреждения, принимавшего женщину, уволить в свою очередь в удельное ведомство крестьянку, которую посватает удельный крестьянин. Семейные разделы допускались на условии, чтобы не нарушалась хозяйственная состоятельность разделившихся. По «Учреждению об Императорской фамилии», удельные крестьяне во всех делах подчинялись общим судам; по «Положению департамента уделов» тяжбы между удельными крестьянами разбирались удельной администрацией.
Кроме формального ограничения прав, удельные крестьяне подвергались стеснениям, истекавшим из распространённого, особенно в царствование императора Николая I, взгляда, что «степень образования и свойство всех наших крестьян ещё таковы, что необходимо неослабное и близкое попечение обо всем, что влияет на судьбу земледельца». Из этого взгляда вытекли не имевшие, впрочем, большого практического значения узаконения и распоряжения о наблюдении за исправным состоянием хозяйства удельных крестьян, о приучении последних к тем или другим приемам земледелия и т. п. Этим же взглядом объяснялись и такие распоряжения, как запрещение удельным крестьянам заключать займы у лиц постороннего ведомства или вступать с ними в контракты по подрядам без рассмотрения условий сделки управляющим конторою; запрещение крестьянам занимать места сидельцев питейных заведений, а крестьянкам — поступать кормилицами в воспитательные дома Петербурга и Москвы и брать оттуда детей на выкармливание, в ущерб питанию собственных их детей; запрещение обращаться в исковых делах к поверенным, стеснение ухода крестьян на судовые и тому подобные работы. Из этого же отчасти взгляда вытекали и меры защиты удельных крестьян от злоупотреблений со стороны. Так, ведение гражданских дел удельных крестьян поручалось удельным стряпчим; в главных торговых пунктах селились удельные чиновники, для оберегания удельных крестьян от притеснений, возможных при применении к ним узаконений относительно промыслов и торговли. Управляющие конторами наводили справки, не лежало ли запрещение на земле, которую покупал удельный крестьянин, и тому подобные.
Как отмечает Н. В. Дунаева в своей работе «Удельные крестьяне как субъекты права» они формально считались «свободными сельскими обывателями». Крестьяне платили оброк и несли государственные повинности. Как отмечает Н. В. Дунаева в своей работе, администрация не продавала удельных крестьян, не дробила их семьи. В отличие от помещичьих, удельные крестьяне сохраняли право жаловаться. Той же позиции придерживается Гриценко в своей работе "Удельные крестьяне Среднего Поволжья"(с. 25)

## Реформа 1861 года и пореформенное положение
Когда в правительственных сферах поднят был вопрос об освобождении помещичьих крестьян и начаты были подготовительные по этому предмету занятия, тот же вопрос поставлен был на очередь и в удельном ведомстве. В 1858 году учреждён был комитет для устройства быта государственных, удельных и заводских крестьян. В своих предположениях комитет этот должен был согласоваться с решениями редакционных комиссий по устройству быта помещичьих крестьян; поэтому, до издания Положений 19 февраля 1861 года он занимался лишь подготовительными работами. Впрочем, признано было возможным, не ожидая общего положения об удельных крестьянах, возвратить им тогда же элементарные гражданские права. Высочайшим повелением 20 июня 1858 года были отменены ограничения права приобретения удельными крестьянами земель, права пользования (относительно лесов) и отчуждения купленных ими земель и запрещение удельным крестьянам лично ходатайствовать в судебных и правительственных местах; в отношении перехода в другие сословия, заключения договоров и совершения духовных завещаний удельные крестьяне приравнивались к государственным.
5 марта 1861 года было высочайше повелено приступить к пересмотру постановлений об удельных крестьянах на основаниях отведения им надела в постоянное пользование по правилам местных положений о помещичьих крестьянах и предоставления им права, лично или в составе целых селений, выкупать усадебную оседлость по оценке, не выше установленной для помещичьих крестьян, а полевые угодья — на основании имеющих быть составленными правил, с допущением рассрочки в уплате выкупной суммы. Скоро, однако, было признано необходимым, в интересах и уделов, и крестьян:
1. отвести землю последним в тех размерах, какие значились в табелях поземельного сбора, то есть тяглую вместе с запасной, находившейся в пользовании крестьян из платежа поземельного сбора, ничем не отличавшейся от земли тяглой и не отделённой от неё в натуре;
2. предоставить крестьянам землю в собственность за сумму, определяемую капитализацией оброка из 6 % годовых;
3. погашение этой суммы производить ежегодными платежами крестьян (в размере вносимого ими оброка) в течение 49 лет;
4. выкуп признать обязательным и произвести его одновременно для всех крестьян.

На этих основаниях было составлено Положение об удельных крестьянах, высочайше утверждённое 26 июня 1863 года Инструментальное измерение земли показало, что в пользовании крестьян находилось больше угодий, чем значилось в табели поземельного сбора. Этот излишек земли обращался на пополнение крестьянских наделов лишь в случае, если без него наделы крестьян не достигали высшего или указного размера по Положению 19 февраля. По этой последней норме отводился надел и крестьянам, состоявшим на подушном оброке, а излишнее количество земли переходило во владение уделов. Дополнение наделов из земель, не состоявших ранее в их пользовании, до нормы высшего надела допускалось лишь в определённых местностях нечернозёмной полосы, для селений, где существовало переложное хозяйство, в лесных местностях Вельского и Тотемского уездов и в смолокуренных районах Архангельской и Вологодской губерний. В итоге 825 947 тысяч ревизских душ удельных крестьян получили в надел 3983 тысячи десятин, состояло же в их пользовании до реформы 4053 тысячи, или на 70 тысяч десятин более. Отрезке подверглись наделы крестьян в 13 губерниях, дополнение же наделов из удельных земель крестьяне получили в 6 губерниях. Надел удельных крестьян по уставным грамотам превысил высший размер наделов по Положению 19 февраля в 6 губерниях, не достигал этой нормы (от 1,5 % до 59 %) — в 11 губерниях. Последняя цифра относится к Архангельской губернии. Впоследствии удельное ведомство решило дополнить участки крестьян этой (а также Вологодской) губернии продажей им удельных земель при посредстве Крестьянского банка. Выкупная сумма за землю удельных крестьян составила 48 659 тысяч рублей, что составляет 12 р. 28 к. на десятину.
Обеспечение землёй удельных крестьян сравнительно с помещичьими и государственными и сравнительная тяжесть лежащих на этих разрядах крестьян выкупных платежей рисуется следующими цифрами. Средний душевой надел удельного крестьянина 4,8 десятины, помещичьего 3,4 десятины, государственного 6 десятин; средний душевой выкупной платеж удельного крестьянина 3 р. 50 к., помещичьего (не считая западных губерний), до понижения выкупных платежей в 1881 году — 6 р. 50 к., государственного 5 р. 10 к.; средний выкупной платеж на десятину надела удельного и государственного крестьянина около 80 к., помещичьего 1 р. 80 к. (а после понижения выкупных платежей — 1 рубль 30 копеек). Кроме наделов, отведённых в собственность и состоящих из одних удобных земель, удельные крестьяне получили право арендовать на продолжительные сроки удельные леса, а также смолокуренные кварталы, которыми они пользовались до реформы. В административном отношении удельные крестьяне стали подчиняться общим и крестьянским учреждениям. После реформы бывшие удельные крестьяне составили вместе с бывшими помещичьими и бывшими государственными один класс крестьян-собственников.